# Антоновка (Актюбинская область)
Антоновка (каз. Антоновка) — упразднённое село в Хобдинском районе Актюбинской области Казахстана. На момент упразднения входило в состав Калиновский сельсовет. Упразднено во 2-й половине 1980-х годов.

## География
Располагалось на правом берегу реки Куагаш (приток реки Саукайын), в 5 км к востоку от села Бескудык (Калиновка).

## История
В начале 1940-х годов в селе были поселены спецпереселенцы из лиц немецкой национальности выселенные с территории европейской части СССР.
По данным справочника «Казахская ССР. Административно-территориальное деление на 1-е января 1986 г.» село значилось в составе Калиновского сельсовета. В результах переписи 1989 году село уже не значилось.